# Cable de Categoría 4
Cable de Categoría 4 es una descripción no estandarizada de cable que consiste en cuatro cables UTP con una velocidad de datos de 16 Mbit/s y un rendimiento de hasta 20 MHz. Fue usado en redes token ring, 10BASE-T, 100BASE-T4, y ha caído en desuso. Fue rápidamente reemplazado por el cable de categoría 5/5e, que poseen 100±15 ohmios de impedancia.